# Янь Либэнь
Янь Либэ́нь (кит. трад. 閻立本, упр. 阎立本, пиньинь Yán Lìběn; род. ок. 600 г. — ум. 673 г.) — китайский художник периода Тан.
Янь Либэнь принадлежит к крупнейшим художникам раннего периода династии Тан. Старинные историки искусства Чжу Цзинсюань (IX в.) и Чжан Яньюань (IX в.) оставили его краткие жизнеописания. Сведения о нём сохранились также в танских хрониках, однако не все факты из этих источников совпадают.

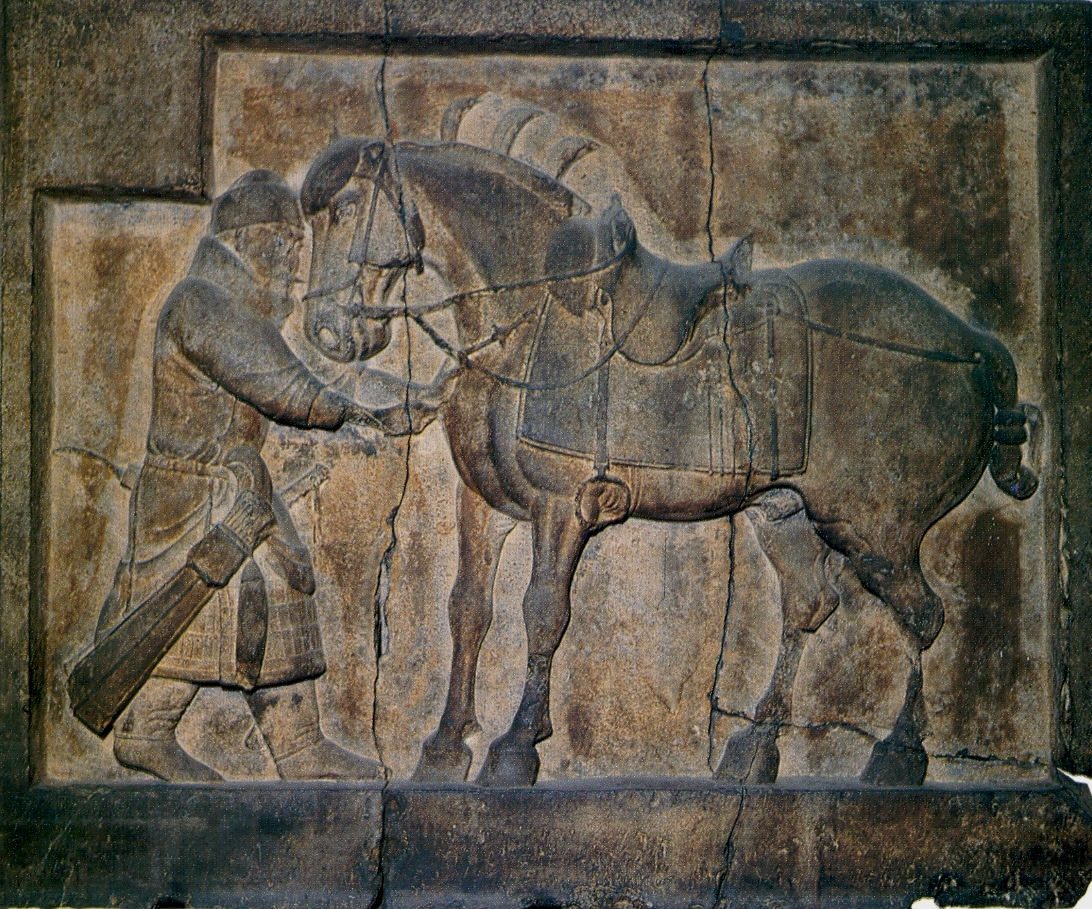
Янь Либэнь. «Воин вынимает стрелу из груди боевого коня». Рельеф с фронтона гробницы императора Тайцзуна в Лицюане(Шаньси). 637 г. Музей искусства Университета Пенсильвании, Филадельфия.

## Биография
Янь Либэнь родился в аристократической семье, которая осела в районе Гуаньчжун (это в окрестностях Сианя) за несколько поколений до его появления на свет. Его отец Янь Би был человеком обладавшим многими талантами, и за свою жизнь успел послужить двум династиям — Северной Чжоу (557—578) и Суй (581—618) в качестве эксперта по архитектуре и изобразительному искусству, а также инженера по строительству. В исторических анналах сохранились сообщения, что северочжоуский правитель У-ди (543—578) поклонник живописи Янь Би, выдал за него принцессу, а когда на смену Северной Чжоу пришла династия Суй, Янь Би изготовил «замысловатые и красивые вещи», чтобы доставить удовольствие императору Ян-ди (605—617). Янь Би также занимался организацией императорских торжественных процессий, изобретением оружия и надзором за строительством участка Великой китайской стены.
Оба сына Янь Би — Янь Лидэ (ум. 656 г.) и Янь Либэнь (ум.673 г.) обучались искусству у своего отца. Братья сделали карьеру, когда в Китае установилась династия Тан (618—907), и служили при дворе императора Тайцзуна (627—649). Они принимали прямое участие в строительстве танского императорского мавзолея, и причастны к созданию шести знаменитых каменных рельефов с изображением коней на фронтоне гробницы Тайцзуна. Согласно историческим свидетельствам, рельефы были изготовлены по рисункам Янь Либэня в соответствии с указом Тайцзуна в 637 г.(четыре из них ныне хранятся в Музее Сианя, а два в Филадельфии). Эти скульптурные изображения любимых коней императора представляют собой лучшее из дошедших до наших дней каменных рельефов раннего периода Тан. Известно, что братья также совместно писали некоторые картины.
Чжу Цзинсюань сообщает, что при императоре Тайцзуне Янь Либэнь был назначен на должность заместителя начальника ведомства наказаний. Однако главными его занятиями, судя по всему, были различные художественные проекты и живопись. Непосредственно перед восхождением на трон в 626 г. будущий император Тайцзун заказал ему портреты восемнадцати знаменитых учёных. Эта работа (стенная роспись) в те времена широко прославлялась, а надпись, сопровождавшая портреты, сочинённая одним учёным, свидетельствовала о желании Тайцзуна посредством этого проекта добиться общественного одобрения своей власти, ради которой Тайцзуну пришлось убить своих братьев и вынудить отца покинуть трон.

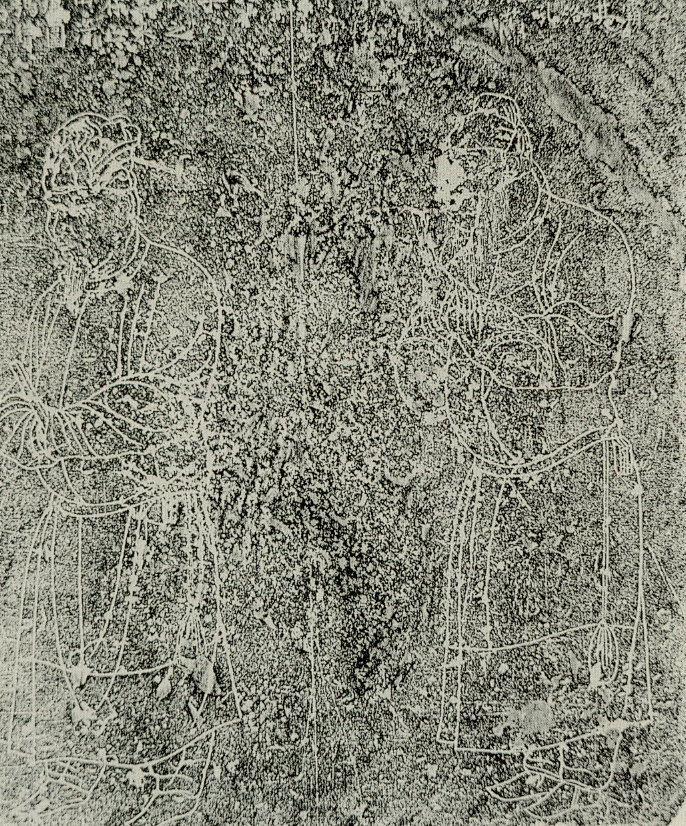
Янь Либэнь. Двадцать четыре достойных похвалы чиновника во дворце Линъян. Копия рельефа, сделанная натиранием в 1090 г.; деталь. Центральная академия изящных искусств, Пекин.

В 643 г. Янь Либэнь получил императорское поручение написать ещё одну серию портретов, известную как «Двадцать четыре достойных похвалы чиновника во дворце Линъян». К этому произведению император Тайцзун собственноручно приписал панегирик, свидетельствующий о важности этой стеновой росписи для празднования юбилея основания империи Тан. Так же как и портреты учёных, это произведение, прежде чем погибло, просуществовало довольно долго. Сохранился рисунок (эстампаж), сделанный в 1090 г. натиранием с рельефа, на котором была выгравирована одна из копий этой росписи. Эта копия могла сохранить некоторые стилистические особенности оригинальной работы. На ней можно видеть изображённых плавной линией четырёх чиновников, каждый из которых держит церемониальную табличку (ху), словно бы присутствуя при дворцовой аудиенции. Они стоят в почти одинаковых позах, тем не менее, можно обнаружить некоторую разницу в пропорциях и чертах лиц. Всё выглядит так, словно художник взял на себя двойную задачу изобразить этих людей одновременно и как физические личности, и как символы преданности. Две стенные росписи с групповыми портретами были самыми прославленными работами Янь Либэня.
В связи со службой художника при дворе императора Тайцзуна Чжу Цзинсюань рассказывает грустный исторический анекдот о том, как однажды император в компании с придворными совершал прогулку у озера Сюаньу, наблюдал, как играют на воде утки, и приказал слугам позвать Янь Либэня нарисовать их. Слуги императора были столь неучтивы, что просто крикнули: «Позовите господина художника!» «Либэнь так устыдился, что оставил живопись и завещал потомкам не заниматься искусством» — пишет Чжу Цзинсюань. Занятия живописью Янь Либэнь вряд ли оставил, но среди его потомков художники действительно неизвестны.
В 650 г. трон перешёл к сыну Тайцзуна императору Гаоцзуну (650—683). Янь Либэнь служил при нём главным архитектором, затем, после смерти своего брата Лидэ, занял его должность министра общественных работ. Около 669 г. он получил пост премьер-министра, а Гаоцзун за верную службу двум императорам пожаловал Либэню титул «барон Болин». В 670 г. Янь Либэнь стал главой императорского законодательного управления, а в 673 г. скончался.

## Свитки
Искусство Янь Либэня укладывалось в понятие «жанровая живопись» (жэньу) и тематически было весьма разнообразным. В трактате историка искусства Го Жо-сюя (XI в.) приводятся названия некоторых картин Янь Либэня: «Юань-да даёт советы», «Чжаоцзюнь выходит замуж за варвара», «Пьяный даос», «Лао-цзы отправляется на запад». Известны его картины на буддийские темы; в древности он имел славу мастера даосских и буддийских изображений. Янь Либэнь также был прекрасным портретистом. Написанный им портрет императора Тайцзуна имел такой успех, что одна из его копий была помещена на стене храма Сюаньдугуань.
О характере мастера, и его отношении к живописи Го Жо-сюй приводит такой исторический анекдот. «Однажды Янь Либэнь прибыл в Цзинчжоу, увидел древние произведения Чжан Сэнъяо и сказал: „Прославился на пустом месте“. На другой день опять пришёл, посмотрел и сказал: „Похоже на нынешнюю хорошую руку“. На следующий день пришёл и сказал: „Прославленный не может быть пустым мужем“. Сидя и лёжа рассматривал картину, ночевал под ней больше десяти дней и не мог уйти». Вполне возможно, что традиция донесла реальные события в виде гротеска, тем не менее, анекдот наверняка отражает как характер Либэня, так и то, как он обучался мастерству на работах предшественников.
Среди дошедших до наших дней произведений Янь Либэня в первую очередь упоминают два свитка — «Императорский паланкин» (Гугун, Пекин), и «Властелины разных эпох» (Бостон, Музей изящных искусств). Кроме этих произведений в Национальном музее Тайбэя хранятся два свитка «Иностранные посланники приносящие дань» и "Сяо И пытается выманить «Свиток Павильона Орхидей», которые также приписывают кисти Янь Либэня. Однако все эти работы представляют собой поздние копии с оригиналов, созданные, по всей вероятности, в сунскую эпоху (960—1279). Кроме перечисленного существует ещё несколько свитков, которые с разной степенью уверенности причисляют к поздним копиям с произведений Янь Либэня.
Сяо И пытается выманить «Свиток Павильона Орхидей».

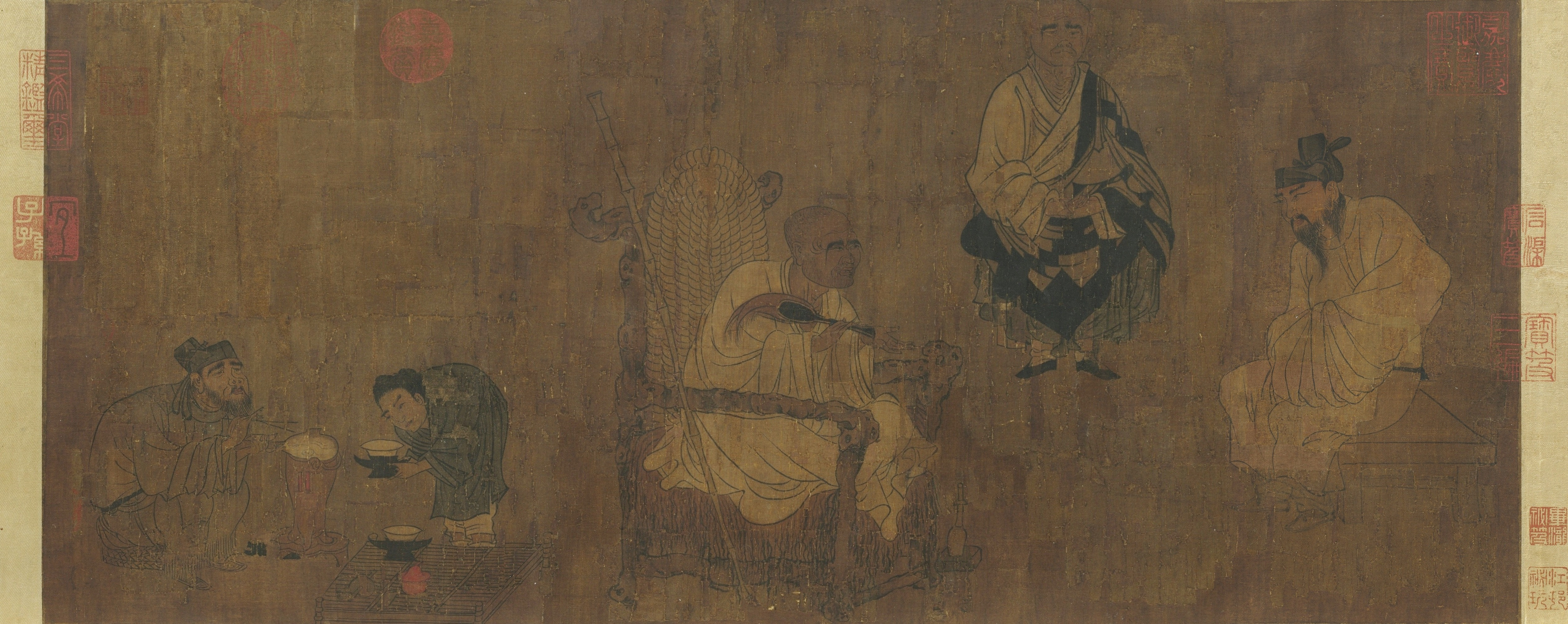
Янь Либэнь. Сяо И пытается выманить «Свиток Павильона Орхидей». Сунская копия. Гугун, Тайбэй.

Небольшой свиток размером 27,4 х 64,7 см посвящён сюжету из истории династии Тан. Танский император Тайцзун (627—649) обожал каллиграфию древнего учёного Ван Сичжи (303—361), и узнав, что некий монах по имени Бяньцай в своём храме хранит знаменитый свиток с его каллиграфией, созданный в Павильоне Орхидей (место встреч интеллектуалов, живших в IV веке), император послал своего чиновника Сяо И для того, чтобы любым путём выманить этот свиток. В конце концов Сяо И вошёл в доверие к монаху и привёз бесценный свиток императору. Сюжет этой истории впоследствии неоднократно использовался в китайских пьесах и новеллах. Справа на свитке изображён переодетый в учёного Сяо И, напротив него сидит, скрестив ноги, монах Бяньцай. Слуги готовят для них чай. Вокруг фигур, как обычно, нет никакого физического окружения. Авторство Янь Либэня в отношении этого произведения стоит под большим вопросом. Впрочем, как и его авторство в отношении всех приписываемых ему сегодня свитков.
Иностранные посланники приносящие дань

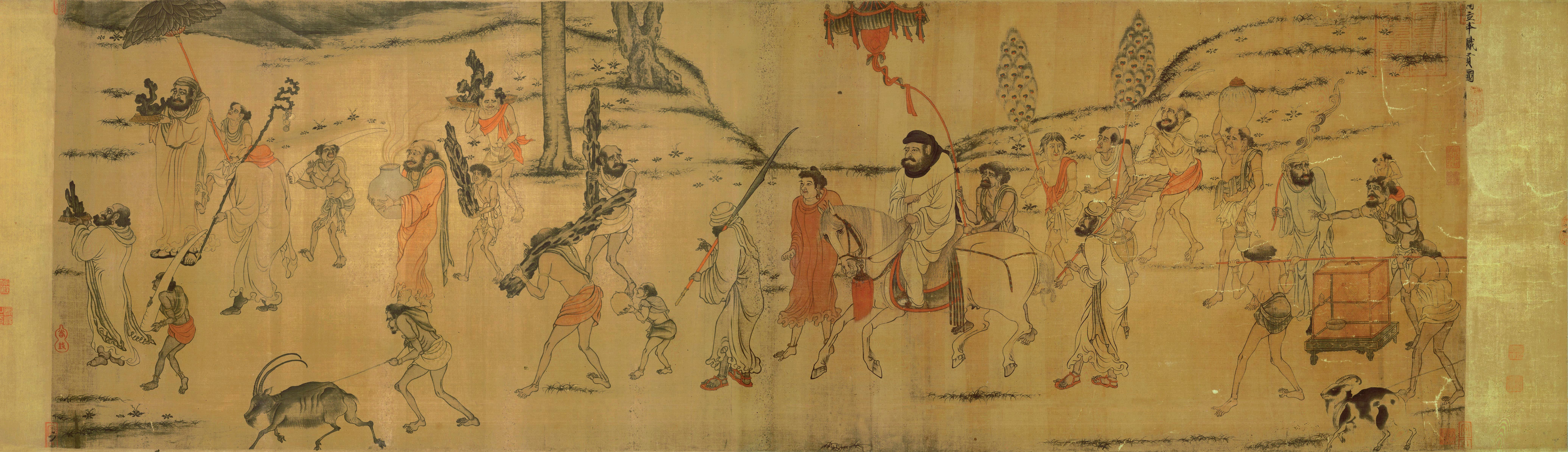
Янь Либэнь и Янь Лидэ. Иностранные посланники приносящие дань. Сунская копия. Гугун, Тайбэй.

На свитке размером 61,5х191,5 см изображено реальное событие, произошедшее в 631 г., когда в столицу Танской империи город Чанъань прибыли 27 данников с дарами из разных стран. Янь Либэнь достаточно искусно отобразил их необычные для китайцев типажи лиц и внешний вид. Один высокопоставленный посланник едет верхом на лошади, а слуги держат над ним зонт и опахала. Остальные идут пешком, и тащат в дань китайскому императору, кто что может. Среди них есть те, кто просто привёл козу, но видны и данники с более ценными вещами, например, трое несут слоновые бивни (изделия из слоновой кости обладали неизменной ценностью), а некоторые тащат диковинные камни (известно, что в Китае необычные или особо красивые камни были предметом восхищения). Завершают процессию двое данников, несущие клетку с попугаем. Сюжет полон тайного смысла. Так богатый данник в белом одеянии, как и белые бивни .Три три перед всадником, один за ним, символизируют поражение и сломанные зубы войны. Индусом правит обезьяна. А он, её послушав, пальцем указует путь. Козы бегущая вперед, на жертву,- тянет господина, слуга, жена под Красным цветом балдахина…дипломатическая здесь великая картина. Об этом произведении сохранились упоминания в старинных источниках, из которых известно, что картину на эту тему Янь Либэнь писал совместно со своим братом Янь Лидэ.
Императорский паланкин

Янь Либэнь. Императорский паланкин. Сунская копия. Гугун, Пекин.

На свитке размером 38,5х129,6 см изображена сцена приёма императором Тайцзуном тибетского министра Лудунзана — реальное историческое событие. В колофоне сообщается, что встреча произошла в 641 г., когда тибетский посол прибыл в Чанъань для того, чтобы предложить китайской принцессе Вэньчэн стать невестой тибетского короля. Тайцзун, сидя в паланкине, приветствует посла, в то время как тот в сопровождении двух китайских чиновников (в белой и красной одежде) застыл перед императором в покорной, но исполненной достоинства позе. Вполне возможно, что Янь Либэнь сам присутствовал при этой встрече. Сцена лишена какого-либо физического окружения, всё внимание сосредоточено на двух фигурах, одна из которых олицетворяет государство Китай, а другая государство Тибет; они делят картину на две части. При том, что главный смысл произведения заключается в передаче исторической встречи двух народов (об этом не устают повторять и современные исследователи), оно подчёркивает политическое превосходство императора Тайцзуна.
Властелины разных эпох

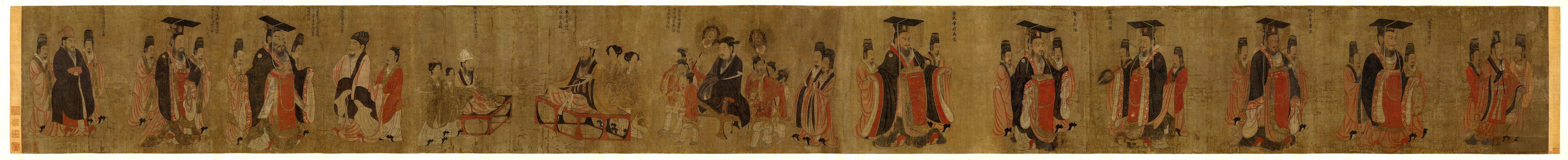
Янь Либэнь. Властелины разных эпох. Сунская копия. Бостон, Музей изящных искусств.

Это самый известный свиток из всех, что приписывают Янь Либэню. Он имеет внушительные размеры 51,3 х 531 см, и на нём изображены тринадцать китайских правителей от династии Хань (206 до н. э. — 220 н. э.) до династии Суй (581—618). Физическое состояние свитка с течением времени сильно ухудшилось, и учёные до сих пор спорят о его авторстве (некоторые исследователи считают его сунской копией с работы другого раннетанского художника — Лан Юлина). Однако независимо от того, кто его создал, свиток обладает всеми характерными особенностями раннетанских произведений, выполненных для назидательно-политических целей. Главной его особенностью является строгий консерватизм, как в содержании, так и в изобразительном стиле. Он продолжает известную, по крайней мере, с ханьских времён дидактическую традицию, в рамках которой исторические персонажи служат в качестве политических и нравственных примеров. Например, последний правитель династии Чэнь — Чэнь Шубао (583—589) и император У (543—578) из Северной Чжоу, изображены обращёнными лицом друг к другу так, словно они участвуют в посмертной беседе. Правившие примерно в одно и то же время, один на севере, другой на юге, эти два правителя олицетворяют собой две разновидности пороков, которые могут быть присущи политику. Правитель Чэнь, утончённый и слабовольный, погрязший в чувственных удовольствиях привёл к падению собственную династию; император Северной Чжоу, жестокий и несправедливый, преследовал даосов и буддистов, умер молодым, а его государство вскоре исчезло. Совершенно очевидно, что эти портреты служили проводниками политических идей. Набор персонажей в свитке кратко обрисовывает историю взлётов и падений предшествовавших китайских династий, и скорее всего использовался танским императором в качестве зеркала, отражающего его моральное и политическое право на руководство.
Из исторических источников известно, что свиток был единым до 1188 г., затем часть его была утрачена. Это стало понятно благодаря «хронологическому провалу» разделяющему первые шесть правителей и более поздние семь. Более того, эти две группы портретов, написаны на двух кусках шёлка в разном стиле, и вероятно, разной рукой.
Детали свитка

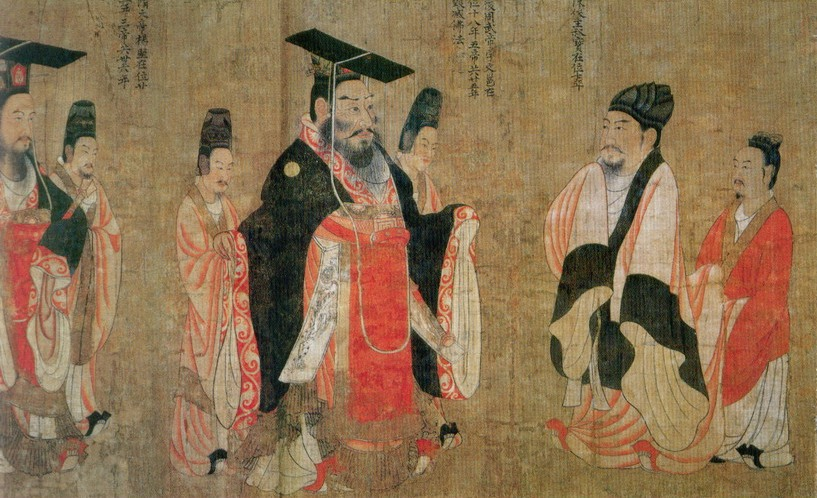
Чэнь Шубао и император У
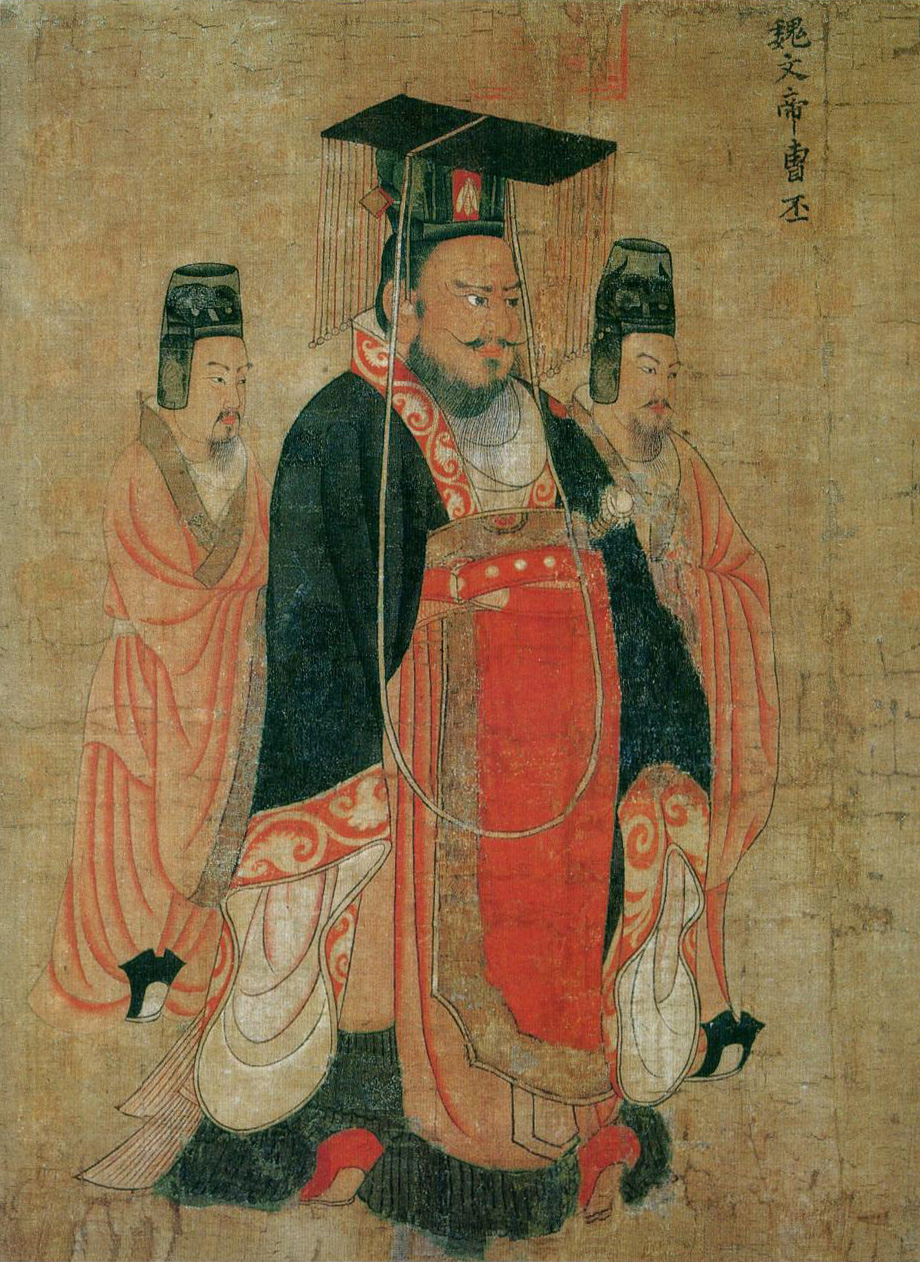
Вэйский император Вэнь
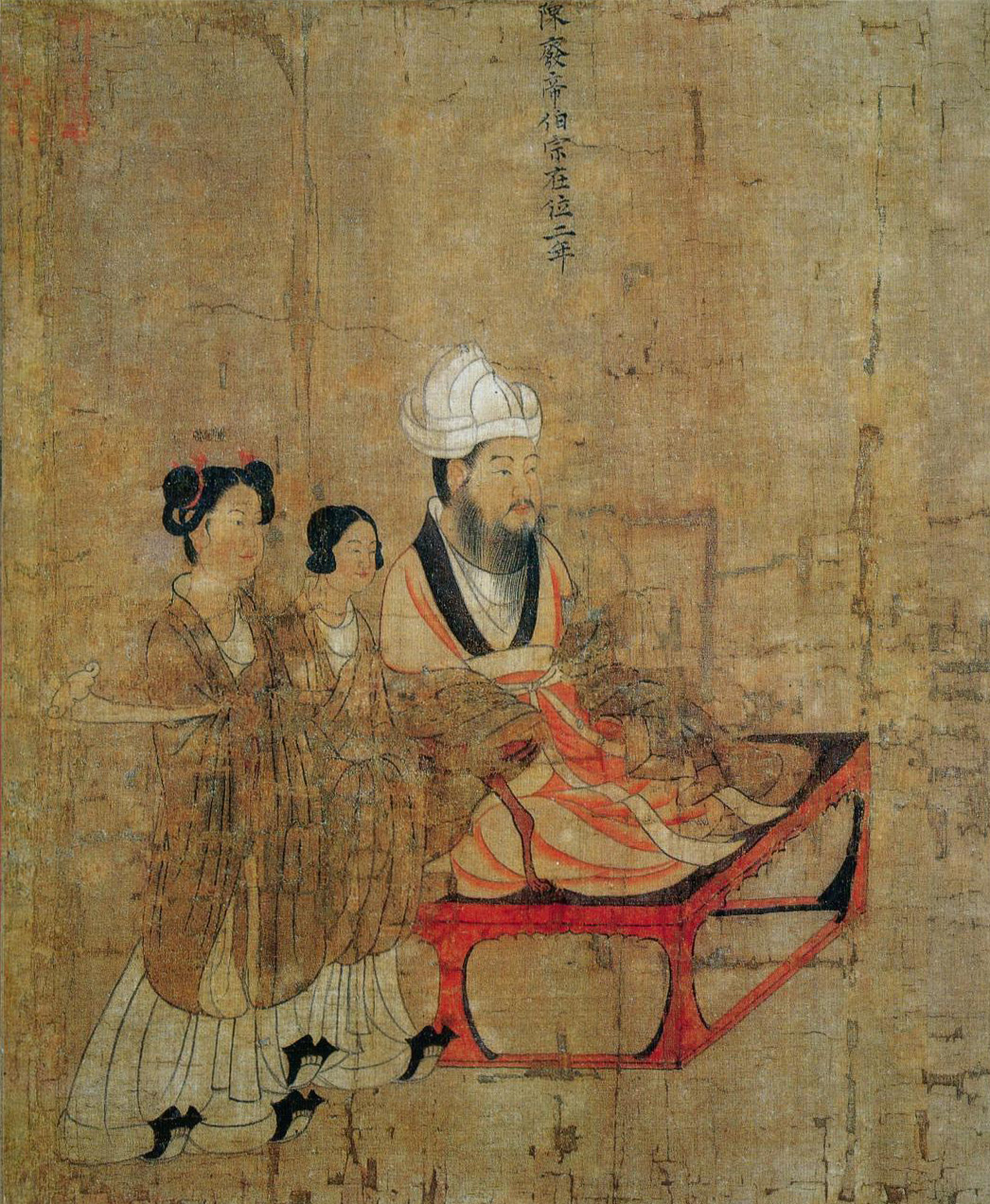
Император Фэй династии Чэнь
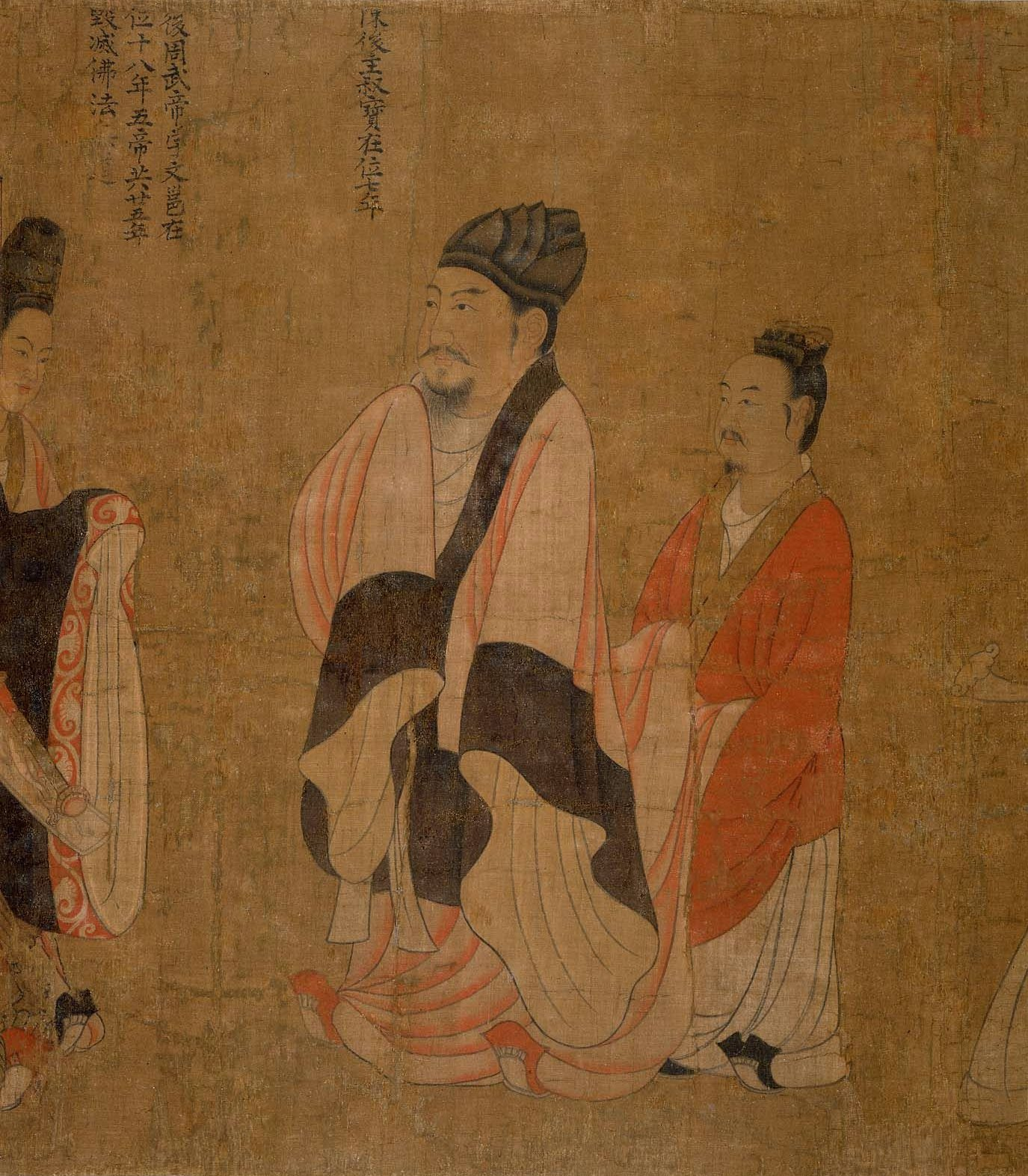
Император Хоучжу (Чэнь Шубао) династии Чэнь
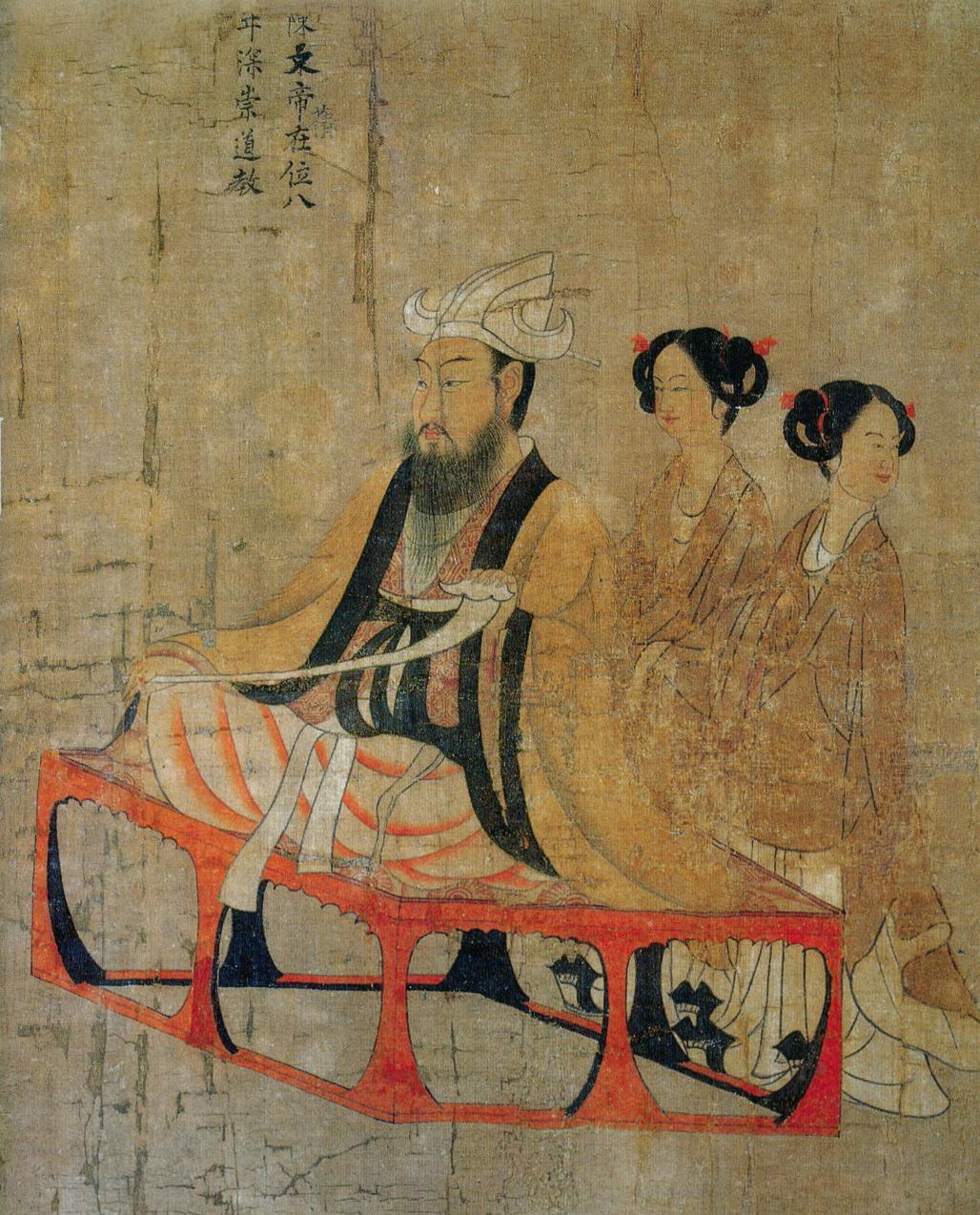
Император Вэнь династии Чэнь
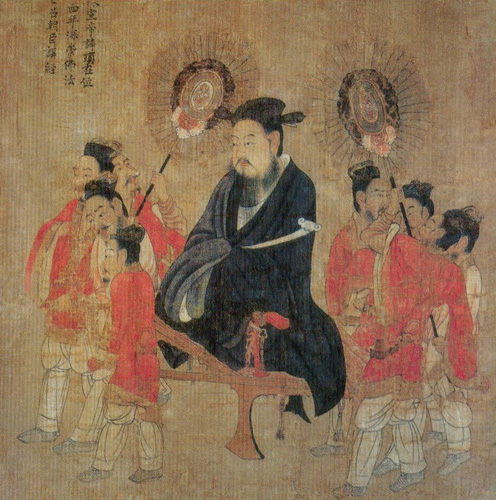
Император Сюань династии Чэнь
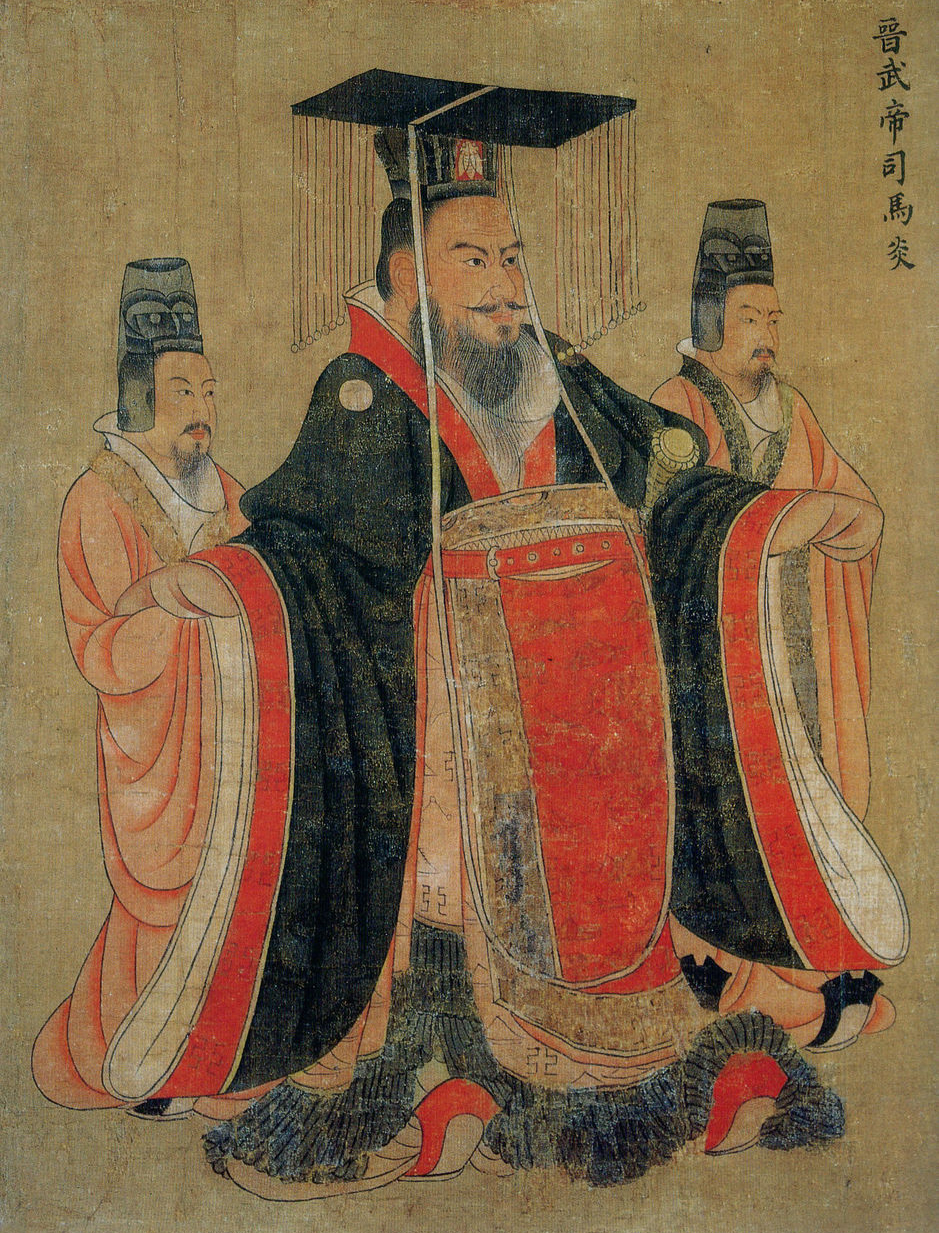
Император У династии Цзинь
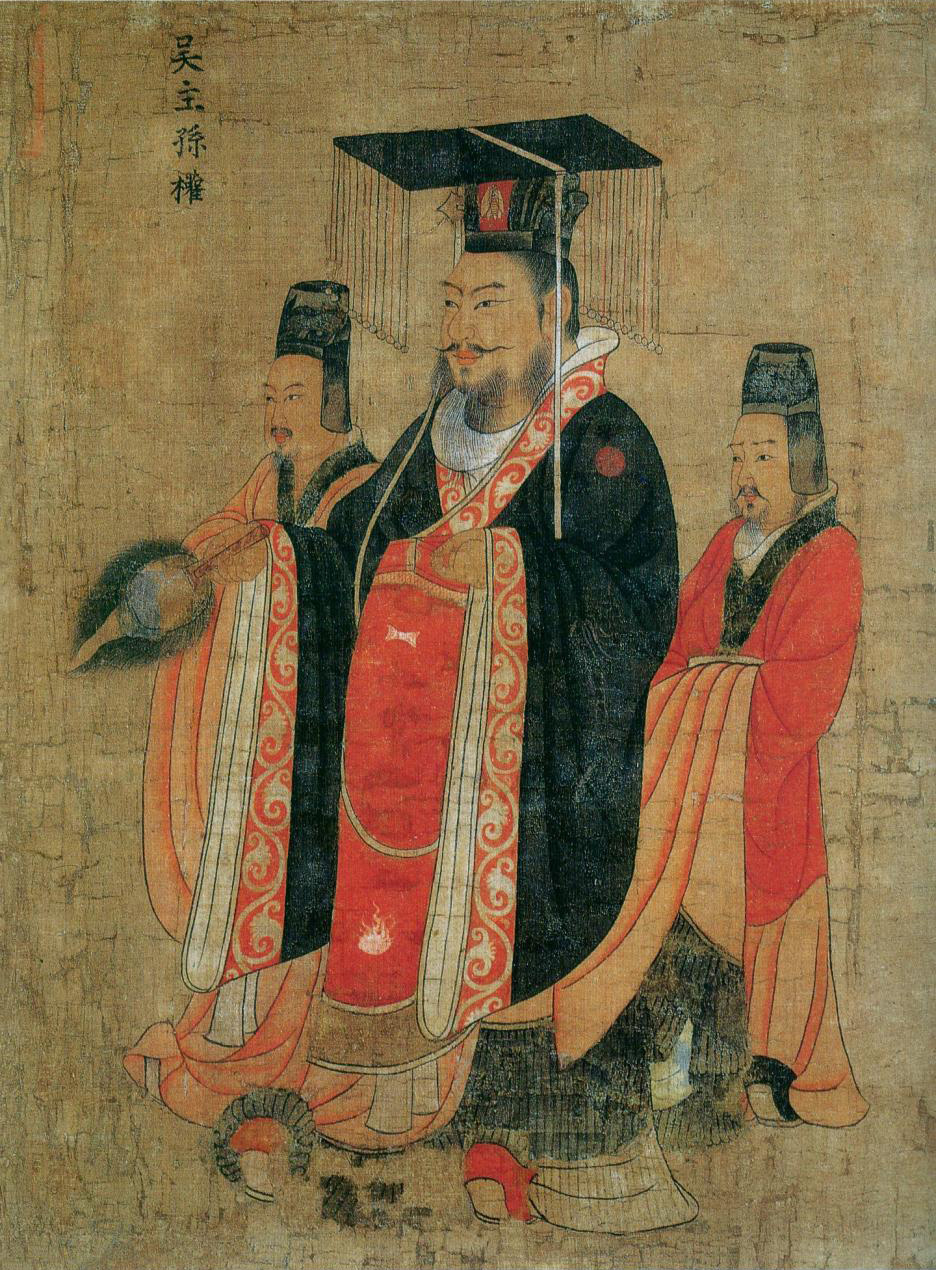
Император Да из Западного У
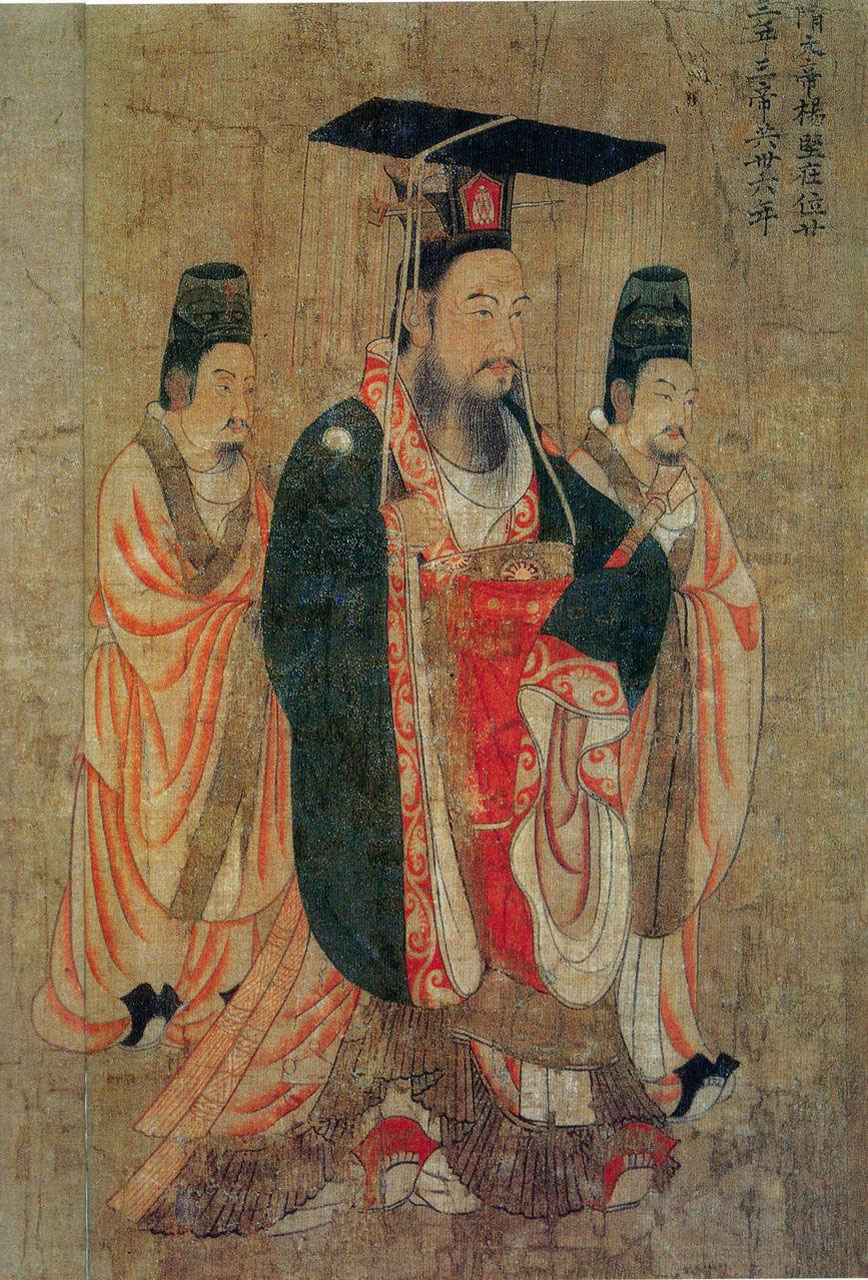
Император Вэнь династии Суй
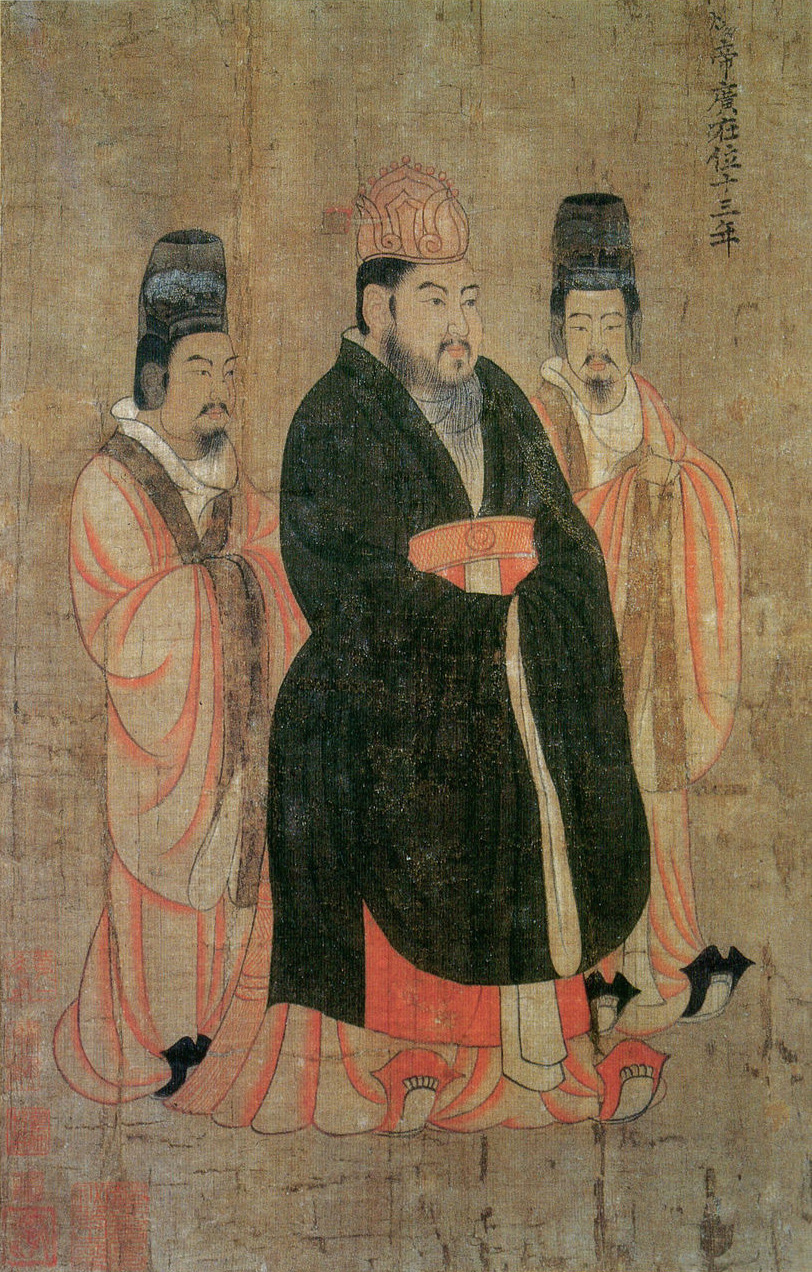
Император Ян династии Суй
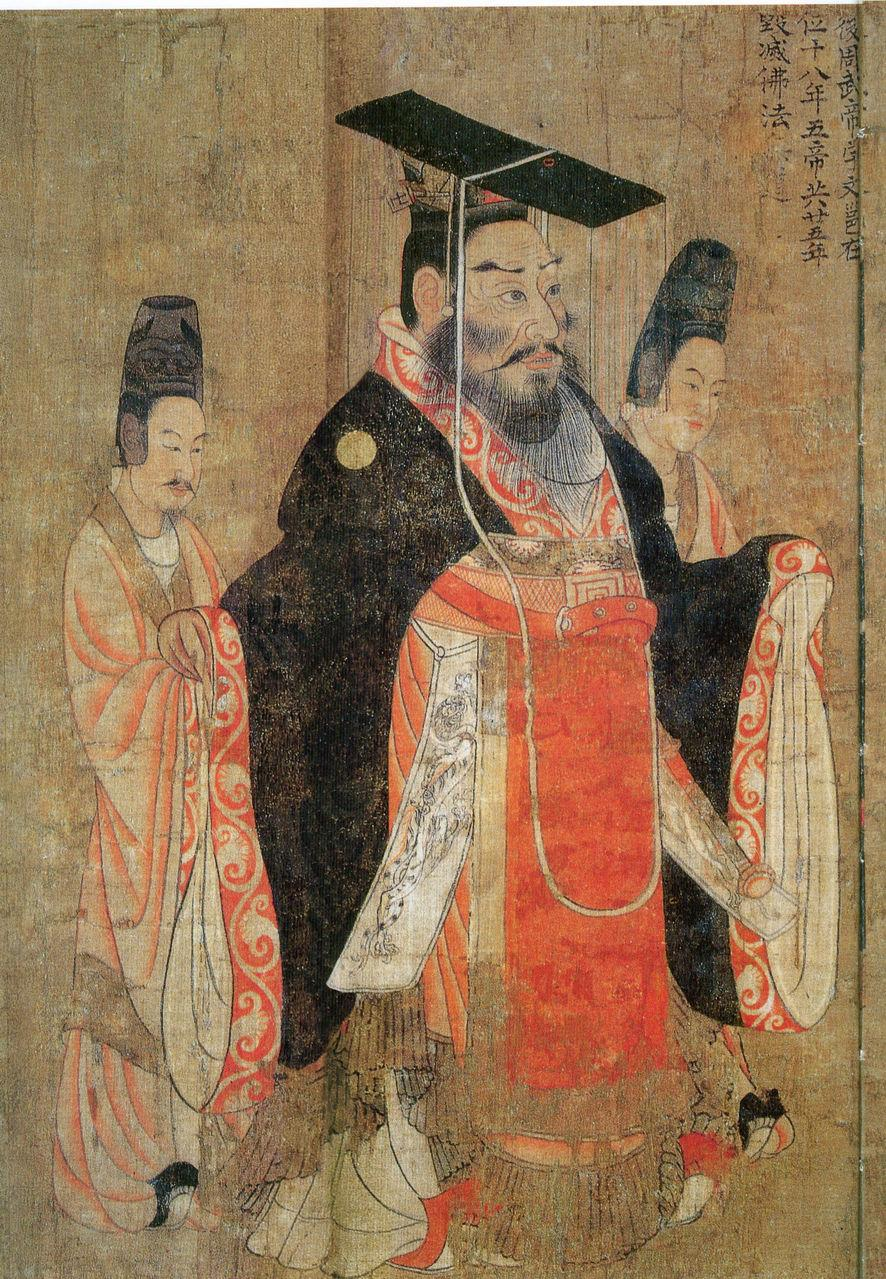
Император У, Северная Чжоу
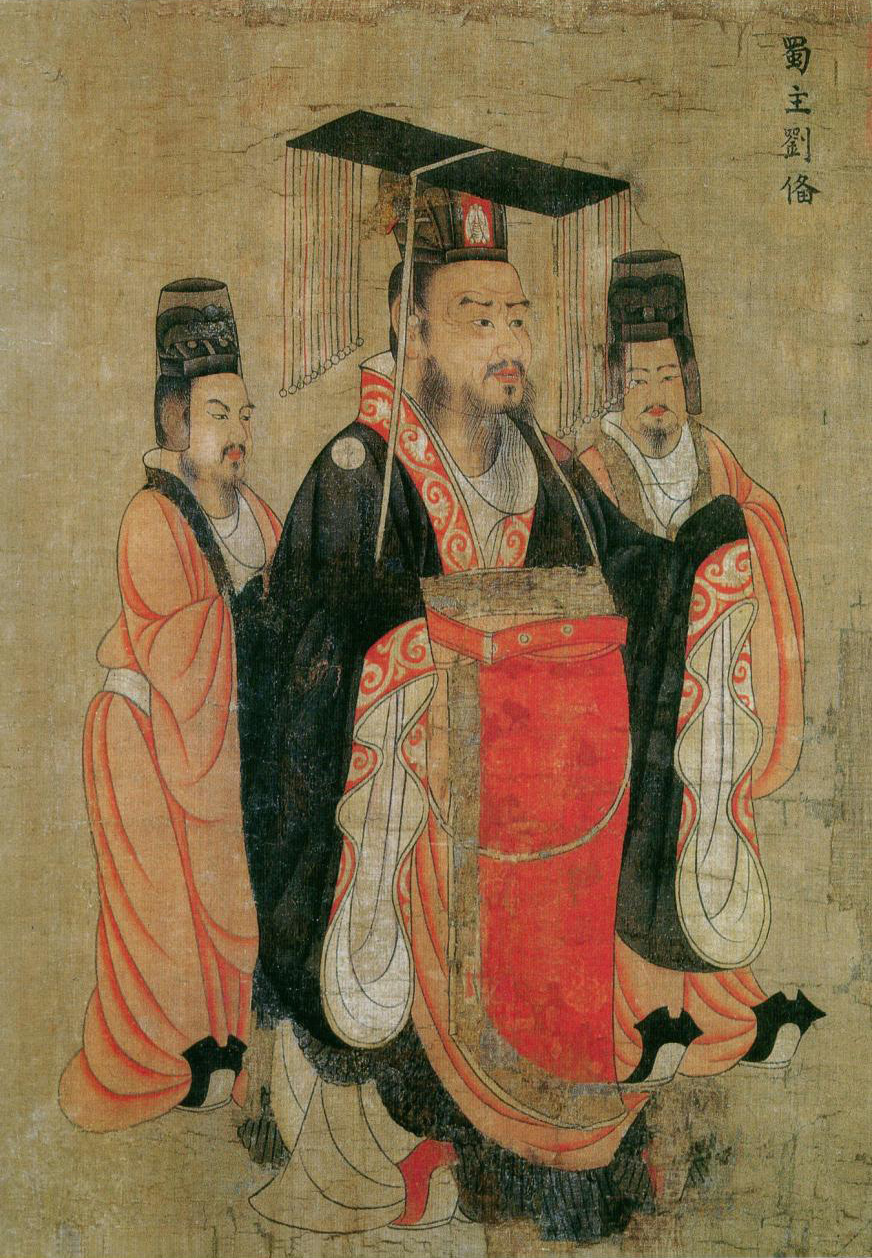
Император Чжаоле из Шу

- На Викискладе есть медиафайлы по теме Янь Либэнь

## Список произведений, которые приписываются Янь Либэню
(По книге James Cahill. An index of early Chinese painters and paintings: Tang, Sung, and Yüan. University of California Press. 1980).
- 1.Императорский паланкин. Свиток. Имеется колофон, в котором сообщается о дате создания — 641 г. Вероятно, сунская копия. Пекин, Гугун.
- 2.Приношение даров (западные варвары приносят дань). Свиток. Копия минского периода. Гугун, Тайбэй.
- 3.Сяо И пытается выманить «Свиток Павильона Орхидей». (Гугун, Тайбэй). Свиток. Возможно, копия периода Пяти династий.
- 4.Иностранные посланники приносят дань. (Гугун, Тайбэй). На свитке изображены 24 фигуры. Сунская или более поздняя копия.
- 5.Восемнадцать учёных. Свиток. Датирован 662 годом. Минская копия более ранней работы.(Гугун, Тайбэй).
- 6.Пятеро учёных в бамбуковой роще. (Гугун, Тайбэй). Поздняя копия.
- 7.Портрет Вималакирти. Приписывается Либэню. Демонстрировался на выставке в Нанкине.
- 8.Портреты мудрецов. Свиток. Поздняя копия, либо имитация. Собрание Фудзи Юринкан, Киото.
- 9.Тринадцать императоров. Свиток. Сунская копия. Бостон, Музей изящных искусств.
- 10.Учёные Северной Ци переписывают классические тексты. Раннесунская копия. Бостон, Музей изящных искусств. Приписывалась ранее Янь Либэню, однако большинство сегодняшних критиков считают это неверным.
- 11.Деяния Лю Цзуня. Свиток. Вероятно, очень близкая копия Минского периода. Датирован 1613 г. Галерея Фрир, Вашингтон.
- 12.Пьяные поэты. Галерея Фрир, Вашингтон. Приписывается как Либэню, так и его брату Лидэ. Существует много копий с этим сюжетом.
- 13.Царь-дракон выказывающий почтение Будде. Приписывается Либэню. Возможно работа Чэнь Хуншоу в поздний период эпохи Мин. Галерея Фрир, Вашингтон.
- 14.Сяо И пытается выманить «Свиток Павильона Орхидей». (Ляонин, Провинциальный музей). Вероятно, сунская копия.